# Montaut-les-Créneaux
Montaut-les-Créneaux är en kommun i departementet Gers i regionen Occitanien i sydvästra Frankrike. Kommunen ligger i kantonen Auch-Nord-Ouest som tillhör arrondissementet Auch. År 2022 hade Montaut-les-Créneaux 714 invånare.

## Befolkningsutveckling
Antalet invånare i kommunen Montaut-les-Créneaux
Referens:INSEE